# Шилоката
Шилоката — река в России, протекает в Боровичском районе Новгородской области. Устье реки находится в 279 км по правому берегу реки Мста. Длина реки составляет 15 км.
Исток — к югу от урочища Фатьяново, устье — близ расположенной на противоположном, левом берегу Мсты, нежилой деревни Долгая Лука. На реке расположены деревни (от истока к устью): Соинское, Гайново и Перелоги. В районе деревни Соинское реку пересекает автодорога из Окуловки в Боровичи.

## Данные водного реестра
По данным государственного водного реестра России относится к Балтийскому бассейновому округу, водохозяйственный участок реки — Мста без р. Шлина от истока до Вышневолоцкого г/у, речной подбассейн реки — Волхов. Относится к речному бассейну реки Нева (включая бассейны рек Онежского и Ладожского озера).
Код объекта в государственном водном реестре — 01040200212102000020896.